# Jeisyville, Illinois
Jeisyville là một làng thuộc quận Christian, tiểu bang Illinois, Hoa Kỳ. Năm 2010, dân số của làng này là 107 người.

## Dân số
Dân số qua các năm:
- Năm 2000: 128 người.
- Năm 2010: 107 người.